# Kanton Firminy
Kanton Firminy (francouzsky Canton de Firminy) je francouzský kanton v departementu Loire v regionu Rhône-Alpes. Tvoří ho 5 obcí.

## Obce kantonu
- Caloire
- Firminy
- Fraisses
- Saint-Paul-en-Cornillon
- Unieux